# マーク・マンジーニ
マーク・マンジーニ（Mark Mangini）は、アメリカの音響編集者である。125本以上の映画にクレジットされている。2015年の映画『マッドマックス 怒りのデス・ロード』により、デヴィッド・ホワイトと共にアカデミー賞音響編集賞を受賞した。また2021年の『DUNE/デューン 砂の惑星』ではアカデミー賞音響賞を受賞した。
マンジーニは他にMGMのマスコットであるレオ・ザ・ライオンの新たな轟音を録音・編集したことで知られている。

## 受賞とノミネート
| 賞           | 年   | 部門       | 作品名                            | 結果       |
| ------------ | ---- | ---------- | --------------------------------- | ---------- |
| アカデミー賞 | 1986 | 音響編集賞 | スタートレックIV 故郷への長い道   | ノミネート |
| アカデミー賞 | 1992 | 音響編集賞 | アラジン                          | ノミネート |
| アカデミー賞 | 1997 | 音響編集賞 | フィフス・エレメント              | ノミネート |
| アカデミー賞 | 2015 | 音響編集賞 | マッドマックス 怒りのデス・ロード | 受賞       |
| アカデミー賞 | 2017 | 音響編集賞 | ブレードランナー 2049             | ノミネート |
| アカデミー賞 | 2021 | 音響賞     | DUNE/デューン 砂の惑星            | 受賞       |